# Igede
Die Sprache Igede wird in den nigerianischen Bundesstaaten Benue und Cross River vom Volk der Igede von etwa 250.000 Einwohnern gesprochen. Es ist eine idomoide Sprache und daher mit dem Idoma verwandt.
Häuptling bedeutet auf Igede Adikobia 1 von Ameka-Owo i.e Joseph Ojebong Ogbaji.
Im Jahre 1981 wurde eine Grammatik über das Igede veröffentlicht.